# Seznam dílů seriálu Jen vraždy v budově
Toto je seznam dílů seriálu Jen vraždy v budově (v anglickém originále Only Murders in the Building). Americký mysteriózní, kriminální a komediální seriál Jen vraždy v budově měl premiéru dne 31. srpna 2021 na platformě Hulu.

## Přehled řad
| Řada | Díly | Premiéra v USA  | Premiéra v USA |
| Řada | Díly | První díl       | Poslední díl   |
| ---- | ---- | --------------- | -------------- |
| 1    | 10   | 31. srpna 2021  | 19. října 2021 |
| 2    | 10   | 28. června 2022 | 23. srpna 2022 |
| 3    | 10   | 8. srpna 2023   | 3. října 2023  |
| 4    | 10   | 27. srpna 2024  | 29. října 2024 |
| 5    | 10   | 9. září 2025    | 28. října 2025 |

## Seznam dílů

### První řada (2021)
| Č. v seriálu | Č. v řadě | Původní název                        | Český název                 | Režie               | Scénář                            | Premiéra v USA | Premiéra v ČR   |
| ------------ | --------- | ------------------------------------ | --------------------------- | ------------------- | --------------------------------- | -------------- | --------------- |
| 1            | 1         | True Crime                           | Opravdový zločin            | Jamie Babbit        | Steve Martin a John Hoffman       | 31. srpna 2021 | 14. června 2022 |
| 2            | 2         | Who Is Tim Kono?                     | Kdo je Tim Kono?            | Jamie Babbit        | Kirker Butler                     | 31. srpna 2021 | 14. června 2022 |
| 3            | 3         | How Well Do You Know Your Neighbors? | Jak dobře znáš své sousedy? | Gillian Robespierre | Ben Smith                         | 31. srpna 2021 | 14. června 2022 |
| 4            | 4         | The Sting                            | Žihadlo                     | Gillian Robespierre | Kristin Newman                    | 7. září 2021   | 14. června 2022 |
| 5            | 5         | Twist                                | Obrat                       | Don Scardino        | Thembi L. Banks                   | 14. září 2021  | 14. června 2022 |
| 6            | 6         | To Protect and Serve                 | Sloužit a chránit           | Don Scardino        | Madeleine George a Kim Rosenstock | 21. září 2021  | 14. června 2022 |
| 7            | 7         | The Boy from 6B                      | Kluk z 6B                   | Cherien Dabis       | Stephen Markley a Ben Philippe    | 28. září 2021  | 14. června 2022 |
| 8            | 8         | Fan Fiction                          | Fikce                       | Cherien Dabis       | Matteo Borghese a Rob Turbovsky   | 5. října 2021  | 14. června 2022 |
| 9            | 9         | Double Time                          | Vzpoura                     | Jamie Babbit        | John Hoffman a Kristin Newman     | 12. října 2021 | 14. června 2022 |
| 10           | 10        | Open and Shut                        | Otevřeno a zavřeno          | Jamie Babbit        | John Hoffman a Rachel Burger      | 19. října 2021 | 14. června 2022 |

### Druhá řada (2022)
| Č. v seriálu | Č. v řadě | Původní název                | Český název                  | Režie         | Scénář                            | Premiéra v USA    | Premiéra v ČR     |
| ------------ | --------- | ---------------------------- | ---------------------------- | ------------- | --------------------------------- | ----------------- | ----------------- |
| 11           | 1         | Persons of Interest          | Podezřelí                    | John Hoffman  | John Hoffman a Noah Levine        | 28. června 2022   | 28. června 2022   |
| 12           | 2         | Framed                       | Falešné obvinění             | John Hoffman  | Kristin Newman                    | 28. června 2022   | 28. června 2022   |
| 13           | 3         | The Last Day of Bunny Folger | Poslední den Bunny Folgerové | Jude Weng     | Ben Smith                         | 5. července 2022  | 5. července 2022  |
| 14           | 4         | Here's Looking at You        | Kdopak se dívá?              | Jude Weng     | Valentina Garza a Rachel Burger   | 12. července 2022 | 12. července 2022 |
| 15           | 5         | The Tell                     | Prozrazení                   | Cherien Dabis | Matteo Borghese a Rob Turbovsky   | 19. července 2022 | 19. července 2022 |
| 16           | 6         | Performance Review           | Recenze                      | Cherien Dabis | Ben Smith a Joshua Allen Griffith | 26. července 2022 | 26. července 2022 |
| 17           | 7         | Flipping the Pieces          | Přijít tomu na kloub         | Chris Teague  | Stephen Markley a Ben Philippe    | 2. srpna 2022     | 2. srpna 2022     |
| 18           | 8         | Hello, Darkness              | A byla tma                   | Chris Teague  | Madeleine Geroge                  | 9. srpna 2022     | 9. srpna 2022     |
| 19           | 9         | Sparring Partners            | Parťáci                      | Jamie Babbit  | Kirker Butler                     | 16. srpna 2022    | 16. srpna 2022    |
| 20           | 10        | I Know Who Did It            | Vím, kdo to udělal           | Jamie Babbit  | John Hoffman a Matteo Borghese    | 23. srpna 2022    | 23. srpna 2022    |

### Třetí řada (2023)
| Č. v seriálu | Č. v řadě | Původní název     | Český název               | Režie                                  | Scénář                            | Premiéra v USA | Premiéra v ČR  |
| ------------ | --------- | ----------------- | ------------------------- | -------------------------------------- | --------------------------------- | -------------- | -------------- |
| 21           | 1         | The Show Must...  | Představení (ne)pokračuje | John Hoffman                           | John Hoffman a Sas Goldberg       | 8. srpna 2023  | 8. srpna 2023  |
| 22           | 2         | The Beat Goes On  | A jedeme dál              | John Hoffman                           | Ben Smith a Joshua Allen Griffith | 8. srpna 2023  | 8. srpna 2023  |
| 23           | 3         | Grab Your Hankies | Vemte si kapesník         | Adam Shankman                          | Matteo Borghese                   | 15. srpna 2023 | 15. srpna 2023 |
| 24           | 4         | The White Room    | Bílá místnost             | Adam Shankman                          | J. J. Philbin                     | 22. srpna 2023 | 22. srpna 2023 |
| 25           | 5         | Ah, Love!         | Ach, ta láska!            | Chris Koch                             | Tess Morris a Noah Levine         | 29. srpna 2023 | 29. srpna 2023 |
| 26           | 6         | Ghost Ligh        | Strašidelné světlo        | Chris Koch                             | Madeleine George                  | 5. září 2023   | 5. září 2023   |
| 27           | 7         | Cobro             | CoBro                     | Cherien Dabis                          | Ben Philippe a Jake Schnesel      | 12. září 2023  | 12. září 2023  |
| 28           | 8         | Sitzprobe         | Sedačka s orchestrem      | Shari Springer Berman a Robert Pulcini | Pete Swanson a Siena Streiber     | 19. září 2023  | 19. září 2023  |
| 29           | 9         | Thirty            | Třicet                    | Cherien Dabis                          | Elaine Ko                         | 26. září 2023  | 26. září 2023  |
| 30           | 10        | Opening Night     | Premiéra                  | Jamie Babbit                           | John Hoffman a Ben Smith          | 3. října 2023  | 3. října 2023  |

### Čtvrtá řada (2024)
| Č. v seriálu | Č. v řadě | Původní název                | Český název                    | Režie                                  | Scénář                               | Premiéra v USA | Premiéra v ČR  |
| ------------ | --------- | ---------------------------- | ------------------------------ | -------------------------------------- | ------------------------------------ | -------------- | -------------- |
| 31           | 1         | Once Upon a Time in the West | Tenkrát na Západě              | John Hoffman                           | John Hoffman a Joshua Allen Griffith | 27. srpna 2024 | 27. srpna 2024 |
| 32           | 2         | Gates of Heaven              | Brány nebes                    | John Hoffman                           | Kristin Newman                       | 3. září 2024   | 3. září 2024   |
| 33           | 3         | Two for the Road             | Dva na cestě                   | Chris Koch                             | Ben Smith a Pete Swanson             | 10. září 2024  | 10. září 2024  |
| 34           | 4         | The Stunt Man                | V roli kaskadéra               | Chris Koch                             | Madeleine George                     | 17. září 2024  | 17. září 2024  |
| 35           | 5         | Adaptation                   | Adaptace                       | Jessica Yu                             | J. J. Philbin a Ella Robinson Brooks | 24. září 2024  | 24. září 2024  |
| 36           | 6         | Blow-Up                      | Zvětšenina                     | Jessica Yu                             | Rick Wiener a Kenny Schwartz         | 1. října 2024  | 1. října 2024  |
| 37           | 7         | Valley of the Dolls          | Údolí panenek                  | Shari Springer Berman a Robert Pulcini | Matteo Borghese a Rob Turbovsky      | 8. října 2024  | 8. října 2024  |
| 38           | 8         | Lifeboat                     | Záchranný člun                 | Shari Springer Berman a Robert Pulcini | Kristin Newman a Jake Schnesel       | 15. října 2024 | 15. října 2024 |
| 39           | 9         | Escape From Planet Klongo    | Útěk z planety Klongo          | Jamie Babbit                           | Ben Smith a Alex Bigelow             | 22. října 2024 | 22. října 2024 |
| 40           | 10        | My Best Friend's Wedding     | Svatba mého nejlepšího přítele | Jamie Babbit                           | John Hoffman a J. J. Philbin         | 29. října 2024 | 29. října 2024 |

### Pátá řada (2025)
| Č. v seriálu | Č. v řadě | Původní název | Český název   | Režie         | Scénář                           | Premiéra v USA | Premiéra v ČR  |
| ------------ | --------- | ------------- | ------------- | ------------- | -------------------------------- | -------------- | -------------- |
| 41           | 1         | bude oznámeno | bude oznámeno | bude oznámeno | Ben Smith & Ella Robinson Brooks | 9. září 2025   | 9. září 2025   |
| 42           | 2         | bude oznámeno | bude oznámeno | bude oznámeno | John Hoffman & Taylor Cox        | 9. září 2025   | 9. září 2025   |
| 43           | 3         | bude oznámeno | bude oznámeno | bude oznámeno | Max Searle                       | 9. září 2025   | 9. září 2025   |
| 44           | 4         | bude oznámeno | bude oznámeno | bude oznámeno | Kristin Newman                   | 16. září 2025  | 16. září 2025  |
| 45           | 5         | bude oznámeno | bude oznámeno | bude oznámeno | J. J. Philbin                    | 23. září 2025  | 23. září 2025  |
| 46           | 6         | bude oznámeno | bude oznámeno | bude oznámeno | John Enbom & Jake Schnesel       | 30. září 2025  | 30. září 2025  |
| 47           | 7         | bude oznámeno | bude oznámeno | bude oznámeno | Taylor Cox & Pete Swanson        | 7. října 2025  | 7. října 2025  |
| 48           | 8         | bude oznámeno | bude oznámeno | bude oznámeno | Kristin Newman & McKenna Thurber | 14. října 2025 | 14. října 2025 |
| 49           | 9         | bude oznámeno | bude oznámeno | bude oznámeno | Max Searle & Alex Bigelow        | 21. října 2025 | 21. října 2025 |
| 50           | 10        | bude oznámeno | bude oznámeno | Jamie Babbit  | J. J. Philbin & Ben Smith        | 28. října 2025 | 28. října 2025 |